# Gynoplistia howensis
Gynoplistia howensis là một loài ruồi trong họ Limoniidae. Chúng phân bố ở miền Australasia.